# 510
Cette page concerne l'année 510  du calendrier julien. Pour l'année 510 av. J.-C., voir 510 av. J.-C. Pour le nombre 510, voir 510 (nombre).
L'année 510 est une année commune qui commence un vendredi.

## Événements
- 1er janvier : Boèce devient consul romain[1].

- Le général ostrogoth Ibba entre en Espagne et expulse de Barcelone, la nouvelle capitale wisigothique, l'usurpateur Geisalic, qui se réfugie en Afrique pour demander de l'aide au roi des Vandales Thrasamund[2]. De retour d'Afrique, Geisalic se cache pendant un an en Aquitaine, puis battu près de Barcelone, il repart vers la Durance, en territoire burgonde, où il est capturé et mis à mort[3] (511 ou 512).

- Éthiopie : Caleb, roi d’Aksoum (510-558), succède à son père Taziéna[4].
- Inde : Le Hun Blanc Toramâna avance jusque dans la vallée du Gange. Il bat les Gupta à la bataille d’Eran, dans l'actuel Madhya Pradesh[5].

## Naissances en 510
Pas de naissance connue.

## Décès en 510
Pas de décès connu.